# تری‌برمید بور
تری‌برمید بور (به انگلیسی: Boron tribromide) با فرمول شیمیایی BBr۳ یک ترکیب شیمیایی با شناسه پاب‌کم ۲۵۱۳۴ است. که جرم مولی آن 250.52 g/mol می‌باشد. شکل ظاهری این ترکیب، مایع بی‌رنگ به رنگ کهربایی است.